# Letrouitia aureola
Letrouitia aureola är en lavart som först beskrevs av Edward Tuckerman, och fick sitt nu gällande namn av Hafellner & Bellem. Letrouitia aureola ingår i släktet Letrouitia och familjen Letrouitiaceae.   Inga underarter finns listade i Catalogue of Life.